# Anoectangium crassinervium
Anoectangium crassinervium är en bladmossart som beskrevs av Mitten 1859. Anoectangium crassinervium ingår i släktet Anoectangium och familjen Pottiaceae. Inga underarter finns listade i Catalogue of Life.